# Катарина фон Клеве (1417 – 1479)
Вижте пояснителната страница за други личности с името Катарина фон Клеве.
Катарина фон Клеве (на немски: Katharina von Kleve; * 25 май 1417, Шваненбург в Клеве; † 10 февруари 1476, Лобит) от фамилията Дом Ламарк, е принцеса от херцогство Клеве и чрез женитба херцогиня на Гелдерн и графиня на Цутфен.

## Живот
Дъщеря е на херцог Адолф II фон Клеве-Марк (1373 – 1448) и Мария Бургундска (1393 – 1463), дъщеря на херцог Жан Безстрашни.
Катарина се омъжва на 26 януари 1430 г. за Арнолд от Егмонт (1410 – 1473), херцог на Гелдерн и граф на Цутфен. Бракът е нещастен и ок. 1440 г. Катарина се разделя от съпруга си, за да живее в Неймеген или Лобит. Тя пише дневник със 157 миниатюри.
През 1449/1450 г. нейният съпруг е на поклонение в Рим и Йерусалим и Катарина го замества в управлението. Тя умира на 10 февруари 1479 г. и е погребана до нейния баща, Адолф II фон Клеве, в манастира при Везел.

## Деца
Катарина и Арнолд от Егмонт имат шест деца:
- Мария Гелдерландска (1432 – 1463), ∞ 1449 г. за крал Джеймс II от Шотландия (1430 – 1460)
- Едуард (1434, умира като малко дете)
- Вилхелм (1435, умира като малко дете)
- Маргарета (1436 – 1486), ∞ 1454 г. за херцог Фридрих I от Пфалц-Зимерн (1417 – 1480)
- Адолф (1438 – 1477)
- Катарина (1439 – 1497), тайно ∞ за епископа на Лиеж, Лудвиг Бурбон (1438 – 1482/1486). Има с него трима сина.